# Газдич, Люк
Люк Газдич  (род. 25 июля 1989, Торонто) — канадский хоккеист хорватского происхождения, нападающий. Выбран под общим 172-м номером на драфте НХЛ 2007 командой «Даллас Старз». На данный момент выступает в клубе Американской хоккейной лиги (АХЛ) «Сан-Диего Галлз».
Выполняет роль тафгая.

## Семья
Его братья Бенджамин и Марк также хоккеисты. Его отец, Майк Газдич , был задрафтован на драфте НХЛ 1978 клубом Баффало Сейбрз

## Карьера
В 2005 году был задрафтован клубом  «Эри Оттерз». Выбран под общим номером 170.
В сезоне 2007/08 выступал за команду «Эри Оттерз», в составе которой провел 188 игр, набрал 72 (42+30) очков и 406 минут штрафа.
2010 году перешёл в клуб «Техас Старз», в составе которой провел 256 игр, набрал 54 (27+28) очков и 447 минут штрафа.
2013 году был переведён в клуб «Эдмонтон Ойлерз», в составе которой провел 90 игр, набрал 6 (3+3) очков и 158 минут штрафа.

### Выступление
Последнее обновление: 13 мая 2015 года
|                 |                      |                 | Регулярный сезон | Регулярный сезон | Регулярный сезон | Регулярный сезон | Регулярный сезон | Регулярный сезон | Плей-офф | Плей-офф | Плей-офф | Плей-офф | Плей-офф | Плей-офф |
| Сезон           | Команда              | Лига            | Игр              | Г                | П                | Очк              | +/-              | Штр              | Игр      | Г        | П        | Очк      | +/-      | Штр      |
| --------------- | -------------------- | --------------- | ---------------- | ---------------- | ---------------- | ---------------- | ---------------- | ---------------- | -------- | -------- | -------- | -------- | -------- | -------- |
| 2006/07         | Эри Оттерз           | OHL             | 58               | 5                | 8                | 13               | --               | 136              | —        | —        | —        | —        | —        | —        |
| 2007/08         | Эри Оттерз           | OHL             | 67               | 17               | 12               | 29               | --               | 144              | 5        | 0        | 0        | 0        | —        | 9        |
| 2009            | Айдахо Стилхэдс      | ECHL            | 2                | 1                | 0                | 0                | --               | 14               | 2        | 0        | 0        | 0        | —        | 0        |
| 2009/10         | Техас Старз          | АХЛ             | 43               | 3                | 1                | 4                | --               | 155              | -        | -        | -        | -        | —        | -        |
| 2010            | Айдахо Стилхэдз      | ECHL            | 4                | 1                | 1                | 2                | --               | 10               | —        | —        | —        | —        | —        | —        |
| 2010/11         | Техас Старз          | АХЛ             | 72               | 9                | 8                | 17               | --               | 110              | 5        | 0        | 0        | 0        | —        | 2        |
| 2011/12         | Техас Старз          | АХЛ             | 76               | 11               | 12               | 23               | --               | 102              | —        | —        | —        | —        | —        | —        |
| 2012/13         | Техас Старз          | АХЛ             | 59               | 4                | 7                | 11               | --               | 80               | 8        | 0        | 0        | 0        | --       | 19       |
| 2013/14         | Эдмонтон Ойлерз      | НХЛ             | 67               | 2                | 2                | 4                | --               | 127              | —        | —        | —        | —        | —        | —        |
| 2014/15         | Эдмонтон Ойлерз      | НХЛ             | 40               | 2                | 1                | 3                | --               | 36               | —        | —        | —        | —        | —        | —        |
| 2015            | Оклахома-Сити Баронс | АХЛ             | 6                | 3                | 0                | 3                | --               | 43               | —        | —        | —        | —        | —        | —        |
| Всего в карьере | Всего в карьере      | Всего в карьере | 570              | 55               | 52               | 136              | --               | 892              | 20       | 0        | 0        | 0        | --       | 30       |